# Бразос
Бразос е река в щата Тексас, САЩ, вливаща се в Мексиканския залив. Дължината ѝ е 1352 km (заедно с дясната съставяща я река Дабъл Маунтин Форк 1632 km) и площ на водосборния басейн 116 000 km².
Река Бразос се образува на 451 m н.в. от сливането на реките Солт Форк (лява съставяща) и Дабъл Маунтън Форк (дясна съставяща) в източната част на окръг Стонуол. Двете реки образуващи реката водят началото си от платото Ляно Естакадо. Тя е най-дългата река, течаща изцяло на територията на Тексас. В горното си течение преминава през вълнообразните равнини на западен Тексас и хълмистият район на Гранд Преъри, след което започва бавно да криволичи през Крайбрежната низина на Мексиканския залив. Тук релефът е равен и реката и нейните притоци образуват широки речни корита. Влива се в Мексиканския залив южно от град Фрийпорт в окръг Бразория. Водосборния басейн на реката се простира основно на територията на щата Тексас и една малка част в щата Ню Мексико. Основни притоци: леви – Солт Форк (240 km), Клеър Форк (290 km), Невасота (201 km); десни – Дабъл Маунтън Форк (280 km), Боске (185 km), Литъл Ривър (121 km).
Бразос е вероятно реката, която индианците от езиковото семейство Кадо наричат Токонохоно. Това име се среща в разказите на експедицията на Рене Робер дьо Ла Сал. Бразос е идентифицирана с реката, на която Ла Сал дава името Мелан. В началото на испанския колониален период името Брасос вероятно се прилага за река Колорадо, но имената на двете реки са установени доста преди напускането на испанците.
Въпреки че Бразос е добре известна на испанските изследователи и мисионери, които описват индианците по бреговете ѝ, първите постоянни селища по реката са построени от англо-американците. Първото от тях е Сан Фелипе де Остин, който се превръща в столица на щата Тексас. Памучни и захарни плантации са създадени по реката преди Гражданската война. Тук се намират и домовете на някои от най-богатите хора в щата.
Подхранването на реката е предимно дъждовно, с ясно изразено пролетно пълноводие и лятно маловодие, с епизодични летни прииждания в резултат от поройни дъждове в басейнът ѝ. Среден годишен отток в устието 214 m³/s, максимален до 3300 m³/s. Климатът в басейна на Бразос варира значително от умерен до субтропичен. Зимите са меки и кратки, а летата горещи. Разнообразие от естествена растителност варира от разпръснати дъбови горички и треви в сухите райони до иглолистни и широколистни в райони, където дъждът е в изобилие. Почти цялата площ на водосбора е подходяща за някаква форма на земеделие или животновъдство. Най-важните продукти произвеждани тук са памук, едър рогат добитък и петрол.
По време на пълноводие реката е плавателна за плитко газещи речни съдове на 250 мили (400 km) от Мексиканския залив до град Вашингтон, а целогодишно на 64 km от устието си. Най-важните градове в басейна са Лъбок, Греъм, Уако, Темпъл, Белтън, Фрийпорт и Галвестън.
В по-късните години Бразос запазва своето значение като източник на вода за производство на енергия и за напояване. Реката е преградена на няколко места, за да се образуват язовири, които да контролират наводненията. Най-важните от тези изкуствени езера са Посум Кингдъм и Уитни.